# Copa de Competencia de Segunda División 1934
La Copa de Competencia de Segunda División 1934, fue la última edición de esta competición oficial y de carácter nacional de la segunda categoría. Fue la primera competición organizada por la Asociación del Fútbol Argentino.
Participaron los 16 equipos de la Segunda División de la exLiga Argentina de Football y los 16 equipos incorporados de la Primera División de la exAsociación Argentina de Football.
La competencia consagró campeón a Boca Juniors II, al vencer por 1 a 0 en la final a Defensores de Belgrano.

## Sistema de disputa
Los participantes fueron divididos en ocho grupos de cuatro equipos cada uno. En cada uno se enfrentaron bajo el sistema de todos contra todos a una rueda. El mejor de cada grupo avanzó a la fase final.
Los ocho clasificados se enfrentaron a eliminación directa a único partido, consagrando a un campeón.

## Equipos participantes

### Primera División (AAF)
| Almagro                | Argentino de Temperley | Argentino de Quilmes | Banfield    |
| Sp. Barracas           | Barracas Central       | Sp. Buenos Aires     | Colegiales  |
| Defensores de Belgrano | Dock Sud               | El Porvenir          | Estudiantes |
| Estudiantil Porteño    | Excursionistas         | Nueva Chicago        | Sp. Palermo |

### Segunda División (LAF)
| Argentinos Juniors II | Boca Juniors II                | Chacarita Juniors II | Estudiantes de La Plata II |
| Ferro Carril Oeste II | Gimnasia y Esgrima La Plata II | Huracán II           | Independiente II           |
| Lanús-Talleres II     | Platense II                    | Quilmes              | Racing II                  |
| River Plate II        | San Lorenzo de Almagro II      | Tigre                | Vélez Sarsfield II         |

## Fase de grupos

### Grupo 1

#### Tabla de posiciones
| Pos. | Equipo             | Pts. | J | G | E | P |
| ---- | ------------------ | ---- | - | - | - | - |
| 1.o  | Boca Juniors II    | 6    | 3 | 3 | 0 | 0 |
| 2.o  | Banfield           | 4    | 3 | 2 | 0 | 1 |
| 3.o  | Vélez Sarsfield II | 2    | 3 | 1 | 0 | 2 |
| 4.o  | Sp. Buenos Aires   | 0    | 3 | 0 | 0 | 3 |

|  | Clasificado a la Fase final. |

#### Resultados
| Fecha 1         | Fecha 1            | Fecha 1 | Fecha 1            |
| --------------- | ------------------ | ------- | ------------------ |
| 17 de noviembre | Banfield           | 2 - 1   | Sp. Buenos Aires   |
| 17 de noviembre | Boca Juniors II    | 4 - 1   | Vélez Sarsfield II |
| Fecha 2         |                    |         |                    |
| 24 de noviembre | Boca Juniors II    | 2 - 0   | Banfield           |
| 24 de noviembre | Vélez Sarsfield II | 4 - 1   | Sp. Buenos Aires   |
| Fecha 3         |                    |         |                    |
| 2 de diciembre  | Banfield           | 3 - 1   | Vélez Sarsfield    |
| 2 de diciembre  | Boca Juniors II    | 5 - 0   | Sp. Buenos Aires   |

### Grupo 2

#### Tabla de posiciones
| Pos. | Equipo                 | Pts. | J | G | E | P |
| ---- | ---------------------- | ---- | - | - | - | - |
| 1.o  | Defensores de Belgrano | 6    | 3 | 3 | 0 | 0 |
| 2.o  | Tigre                  | 2    | 3 | 1 | 0 | 2 |
| 3.o  | Lanús-Talleres II      | 2    | 3 | 1 | 0 | 2 |
| 4.o  | Estudiantil Porteño    | 2    | 3 | 1 | 0 | 2 |

|  | Clasificado a la Fase final. |

#### Resultados
| Fecha 1         | Fecha 1                   | Fecha 1 | Fecha 1             |
| --------------- | ------------------------- | ------- | ------------------- |
| 17 de noviembre | Defensores de Belgrano II | 4 - 1   | Estudiantil Porteño |
| 17 de noviembre | Lanús-Talleres II         | 2 - 1   | Tigre               |
| Fecha 2         |                           |         |                     |
| 24 de noviembre | Defensores de Belgrano II | 2 - 2   | Lanús-Talleres II   |
| 24 de noviembre | Tigre                     | 3 - 0   | Estudiantil Porteño |
| Fecha 3         |                           |         |                     |
| 2 de diciembre  | Defensores de Belgrano    | 3 - 2   | Tigre               |
| 2 de diciembre  | Estudiantil Porteño       | 3 - 1   | Lanús-Talleres      |

### Grupo 3

#### Tabla de posiciones
| Pos. | Equipo                    | Pts. | J | G | E | P |
| ---- | ------------------------- | ---- | - | - | - | - |
| 1.o  | San Lorenzo de Almagro II | 6    | 3 | 3 | 0 | 0 |
| 2.o  | Nueva Chicago             | 2    | 3 | 1 | 0 | 2 |
| 3.o  | Barracas Central          | 2    | 3 | 1 | 0 | 2 |
| 4.o  | River Plate II            | 2    | 3 | 1 | 0 | 2 |

|  | Clasificado a la Fase final. |

#### Resultados
| Fecha 1         | Fecha 1                   | Fecha 1 | Fecha 1          |
| --------------- | ------------------------- | ------- | ---------------- |
| 17 de noviembre | Nueva Chicago             | 2 - 0   | Barracas Central |
| 17 de noviembre | San Lorenzo de Almagro II | 3 - 1   | River Plate II   |
| Fecha 2         |                           |         |                  |
| 24 de noviembre | San Lorenzo de Almagro II | 2 - 1   | Nueva Chicago    |
| 24 de noviembre | Barracas Central          | 2 - 1   | River Plate II   |
| Fecha 3         |                           |         |                  |
| 2 de diciembre  | San Lorenzo de Almagro II | 3 - 2   | Barracas Central |
| 2 de diciembre  | River Plate II            | 1 - 0   | Nueva Chicago    |

### Grupo 4

#### Tabla de posiciones
| Pos. | Equipo                | Pts. | J | G | E | P |
| ---- | --------------------- | ---- | - | - | - | - |
| 1.o  | Dock Sud              | 4    | 3 | 2 | 0 | 1 |
| 2.o  | Platense II           | 3    | 3 | 1 | 1 | 1 |
| 3.o  | Argentinos Juniors II | 3    | 3 | 1 | 1 | 1 |
| 4.o  | All Boys              | 2    | 3 | 1 | 0 | 2 |

|  | Clasificado a la Fase final. |

#### Resultados
| Fecha 1         | Fecha 1               | Fecha 1 | Fecha 1               |
| --------------- | --------------------- | ------- | --------------------- |
| 17 de noviembre | Dock Sud              | 2 - 1   | All Boys              |
| 17 de noviembre | Argentinos Juniors II | 2 - 2   | Platense II           |
| Fecha 2         |                       |         |                       |
| 24 de noviembre | All Boys              | 4 - 2   | Argentinos Juniors II |
| 24 de noviembre | Dock Sud              | 1 - 0   | Platense II           |
| Fecha 3         |                       |         |                       |
| 2 de diciembre  | Platense II           | 3 - 2   | All Boys              |
| 2 de diciembre  | Dock Sud              | 2 - 1   | Argentinos Juniors II |

### Grupo 5

#### Tabla de posiciones
| Pos. | Equipo                     | Pts. | J | G | E | P |
| ---- | -------------------------- | ---- | - | - | - | - |
| 1.o  | Estudiantes de La Plata II | 6    | 3 | 3 | 0 | 0 |
| 2.o  | Estudiantes                | 2    | 3 | 1 | 0 | 2 |
| 3.o  | Chacarita Juniors II       | 2    | 3 | 1 | 0 | 2 |
| 4.o  | Sp. Barracas               | 2    | 3 | 1 | 0 | 2 |

|  | Clasificado a la Fase final. |

#### Resultados
| Fecha 1         | Fecha 1 | Fecha 1 | Fecha 1 |
| --------------- | ------- | ------- | ------- |
| 17 de noviembre |         |         |         |
|                 |         |         |         |
| Fecha 2         |         |         |         |
| 24 de noviembre |         |         |         |
|                 |         |         |         |
| Fecha 3         |         |         |         |
| 2 de diciembre  |         |         |         |
|                 |         |         |         |

### Grupo 6

#### Tabla de posiciones
| Pos. | Equipo                | Pts. | J | G | E | P |
| ---- | --------------------- | ---- | - | - | - | - |
| 1.o  | Quilmes               | 6    | 3 | 3 | 0 | 0 |
| 2.o  | Ferro Carril Oeste II | 3    | 3 | 1 | 1 | 1 |
| 3.o  | Excursionistas        | 2    | 3 | 0 | 2 | 1 |
| 4.o  | Colegiales            | 1    | 3 | 0 | 1 | 2 |

|  | Clasificado a la Fase final. |

#### Resultados
| Fecha 1         | Fecha 1 | Fecha 1 | Fecha 1 |
| --------------- | ------- | ------- | ------- |
| 17 de noviembre |         |         |         |
|                 |         |         |         |
| Fecha 2         |         |         |         |
| 24 de noviembre |         |         |         |
|                 |         |         |         |
| Fecha 3         |         |         |         |
| 2 de diciembre  |         |         |         |
|                 |         |         |         |

### Grupo 7

#### Tabla de posiciones
| Pos. | Equipo           | Pts. | J | G | E | P |
| ---- | ---------------- | ---- | - | - | - | - |
| 1.o  | El Porvenir      | 5    | 3 | 2 | 1 | 0 |
| 2.o  | Independiente II | 4    | 3 | 2 | 0 | 1 |
| 3.o  | Huracán II       | 2    | 3 | 0 | 2 | 1 |
| 4.o  | Almagro          | 1    | 3 | 0 | 1 | 2 |

|  | Clasificado a la Fase final. |

#### Resultados
| Fecha 1         | Fecha 1 | Fecha 1 | Fecha 1 |
| --------------- | ------- | ------- | ------- |
| 17 de noviembre |         |         |         |
|                 |         |         |         |
| Fecha 2         |         |         |         |
| 24 de noviembre |         |         |         |
|                 |         |         |         |
| Fecha 3         |         |         |         |
| 2 de diciembre  |         |         |         |
|                 |         |         |         |

### Grupo 8

#### Tabla de posiciones
| Pos. | Equipo                         | Pts. | J | G | E | P |
| ---- | ------------------------------ | ---- | - | - | - | - |
| 1.o  | Gimnasia y Esgrima La Plata II | 5    | 3 | 2 | 1 | 0 |
| 2.o  | Racing II                      | 4    | 3 | 2 | 0 | 1 |
| 3.o  | Argentino de Quilmes           | 3    | 3 | 1 | 1 | 1 |
| 4.o  | Argentino de Temperley         | 0    | 3 | 0 | 0 | 3 |

|  | Clasificado a la Fase final. |

#### Resultados
| Fecha 1         | Fecha 1 | Fecha 1 | Fecha 1 |
| --------------- | ------- | ------- | ------- |
| 17 de noviembre |         |         |         |
|                 |         |         |         |
| Fecha 2         |         |         |         |
| 24 de noviembre |         |         |         |
|                 |         |         |         |
| Fecha 3         |         |         |         |
| 2 de diciembre  |         |         |         |
|                 |         |         |         |

## Fase final

### Cuadro de desarrollo
|  | Cuartos de final | Cuartos de final               | Cuartos de final       |                        |                           | Semifinales               | Semifinales | Semifinales |  |                        | Final                  | Final | Final |  |
|  |                  |                                |                        |                        |                           |                           |             |             |  |                        |                        |       |       |  |
|  |                  |                                |                        |                        |                           |                           |             |             |  |                        |                        |       |       |  |
|  | 6                | Quilmes                        | 0                      |                        |                           |                           |             |             |  |                        |                        |       |       |  |
|  | 6                | Quilmes                        | 0                      |                        |                           |                           |             |             |  |                        |                        |       |       |  |
|  | 4                | Dock Sud                       | 1                      |                        |                           |                           |             |             |  |                        |                        |       |       |  |
|  | 4                | Dock Sud                       | 1                      |                        | Dock Sud                  | Dock Sud                  | 0           |             |  |                        |                        |       |       |  |
|  |                  |                                |                        |                        | Dock Sud                  | Dock Sud                  | 0           |             |  |                        |                        |       |       |  |
|  |                  |                                | Defensores de Belgrano | Defensores de Belgrano | 4                         |                           |             |             |  |                        |                        |       |       |  |
|  | 8                | Gimnasia y Esgrima La Plata II | Defensores de Belgrano | Defensores de Belgrano | 4                         | 1                         |             |             |  |                        |                        |       |       |  |
|  | 8                | Gimnasia y Esgrima La Plata II |                        |                        |                           |                           |             |             |  |                        |                        |       |       |  |
|  | 2                | Defensores de Belgrano         | 3                      |                        |                           |                           |             |             |  |                        |                        |       |       |  |
|  | 2                | Defensores de Belgrano         | 3                      |                        |                           |                           |             |             |  | Defensores de Belgrano | Defensores de Belgrano | 0     |       |  |
|  |                  |                                |                        |                        |                           |                           |             |             |  | Defensores de Belgrano | Defensores de Belgrano | 0     |       |  |
|  |                  |                                | Boca Juniors II        | Boca Juniors II        | 1                         |                           |             |             |  |                        |                        |       |       |  |
|  | 7                | El Porvenir                    | Boca Juniors II        | Boca Juniors II        | 1                         | 2                         |             |             |  |                        |                        |       |       |  |
|  | 7                | El Porvenir                    |                        |                        |                           |                           |             |             |  |                        |                        |       |       |  |
|  | 3                | San Lorenzo de Almagro II      | 3                      |                        |                           |                           |             |             |  |                        |                        |       |       |  |
|  | 3                | San Lorenzo de Almagro II      | 3                      |                        | San Lorenzo de Almagro II | San Lorenzo de Almagro II | 0           |             |  |                        |                        |       |       |  |
|  |                  |                                |                        |                        | San Lorenzo de Almagro II | San Lorenzo de Almagro II | 0           |             |  |                        |                        |       |       |  |
|  |                  |                                | Boca Juniors II        | Boca Juniors II        | 2                         |                           |             |             |  |                        |                        |       |       |  |
|  | 1                | Boca Juniors II                | Boca Juniors II        | Boca Juniors II        | 2                         | 4                         |             |             |  |                        |                        |       |       |  |
|  | 1                | Boca Juniors II                |                        |                        |                           |                           |             |             |  |                        |                        |       |       |  |
|  | 5                | Estudiantes de La Plata II     | 0                      |                        |                           |                           |             |             |  |                        |                        |       |       |  |
|  | 5                | Estudiantes de La Plata II     | 0                      |                        |                           |                           |             |             |  |                        |                        |       |       |  |
|  |                  |                                |                        |                        |                           |                           |             |             |  |                        |                        |       |       |  |

### Cuartos de final
| 8 de diciembre | Quilmes | 0:1 (0:1) | Dock Sud      | Estadio de Racing, Avellaneda |                          |
|                |         |           | 9' Paolinetti | Árbitro(s): J. R. Torres      | Árbitro(s): J. R. Torres |

| 8 de diciembre | Gimnasia y Esgrima La Plata II | 1:3 (1:2) | Defensores de Belgrano               | Estadio de River Plate, Buenos Aires |                        |
|                | Querido 17' (a.g.)             |           | 22' Belis · 37' Beltrame · 50' Luppo | Árbitro(s): A. Retondo               | Árbitro(s): A. Retondo |

| 8 de diciembre | El Porvenir      | 2:3 (0:1) | San Lorenzo de Almagro II     | Estadio de Atlanta, Buenos Aires |                              |
|                | Aliberti 8' (80) |           | 24' Rojas · 35' (55) Cantelli | Árbitro(s): R. Urretavizcaya     | Árbitro(s): R. Urretavizcaya |

| 8 de diciembre | Boca Juniors II                                      | 4:0 (1:0) | Estudiantes de La Plata II | Estadio de Huracán, Buenos Aires |                          |
|                | Tenorio 4' · Valido 69' · Lucco 83' · Providente 86' |           |                            | Árbitro(s): J. R. Torres         | Árbitro(s): J. R. Torres |

### Semifinales
| 15 de diciembre                                            | Dock Sud | 0:4 (0:1) | Defensores de Belgrano           | Estadio de River Plate, Buenos Aires |                               |
|                                                            |          |           | 12' (50) Luppo · Izetta · Marchi | Árbitro(s): Cirilo Garigliano        | Árbitro(s): Cirilo Garigliano |
| Se dio por terminado a los 80 minutos debido a incidentes. |          |           |                                  |                                      |                               |

| 15 de diciembre | San Lorenzo de Almagro II | 0:2 (0:1) | Boca Juniors II     | Estadio de Ferro Carril Oeste, Buenos Aires |                        |
|                 |                           |           | 41' (55) Providente | Árbitro(s): A. Retondo                      | Árbitro(s): A. Retondo |

### Final
| 22 de diciembre | Defensores de Belgrano | 0:1 (0:1) | Boca Juniors II | Estadio de Chacarita Juniors, Buenos Aires |                        |
|                 |                        |           | 35' Tenorio     | Árbitro(s): A. Retondo                     | Árbitro(s): A. Retondo |

|                                    |
|                                    |
| Campeón Boca Juniors II 2.º título |